# Cdv Software Entertainment
cdv Software Entertainment AG là một nhà phát hành trò chơi điện tử của Đức chuyên về game chiến lược dành cho PC. CDV được Wolfgang Gäbler và Christina Oppermann thành lập vào năm 1989 tại Karlsruhe, Đức. Cdv còn cho niêm yết trên Sở Giao dịch chứng khoán Frankfurt vào tháng 4 năm 2000. Họ cũng có một công ty con sở hữu toàn bộ là cdv USA ở Cary, Bắc Carolina, Mỹ. 

## Game phát hành
- Beyond Divinity
- Cossacks: European Wars
- Cossacks II: Napoleonic Wars
- Serious Sam HD: The First Encounter
- American Conquest
- Divine Divinity
- Sudden Strike
- Blitzkrieg
- Duke Nukem
- Doom
- Lula
- Codename: Panzers Phase One
- Codename: Panzers Phase Two
- Darkstar One
- ÜberSoldier
- Jackass: The Game
- Shadowgrounds Survivor
- War Front: Turning Point
- Divinity II: Ego Draconis Ngoài ra cdv USA còn phát hành tại Mỹ.

Cdv cũng phát hành các game phiêu lưu như The Mystery of the Druids.